# Stanisław Cyrwus
Stanisław Cyrwus (ur. 25 marca 1962 w Nowym Targu) – polski hokeista grający na pozycji napastnika, reprezentant kraju.

## Kariera
Stanisław Cyrwus karierę sportową rozpoczął w juniorach Podhala Nowy Targ, w którym w 1980 roku przeszedł do drużyny seniorskiej, w której grał do końca sezonu 1991/1992. Zdobył z klubem mistrzostwo Polski w sezonie 1986/1987, czterokrotne wicemistrzostwo Polski (1981, 1982, 1986, 1990), 5-krotnie zajął 3. miejsce w ekstralidze (1984, 1985, 1989, 1991, 1992), trzykrotnie zdobył Puchar „Sportu” i PZHL (1985–1987) oraz dwukrotnie dotarł do finału turnieju (1982, 1988).
Następnie w latach 1992–1993 reprezentował barwy hiszpańskiego CH Vitoria-Gasteiz, w którym zakończył karierę sportową.

## Kariera reprezentacyjna
Stanisław Cyrwus w latach 1978–1981 w reprezentacji Polski U-18 rozegrał 10 meczów, w których zdobył 1 gola oraz spędził 2 minuty na ławce oraz wziął udział w odbywających się w Katowicach i Tychach mistrzostwach Europy U-18 1979, w których w 5 meczach zdobył 1 gola oraz spędził 2 minuty na ławce kar, a drużyna Biało-Czerwonych zakończyła turniej na 5. miejscu.
Natomiast z seniorską reprezentacją Polski wystąpił w 1990 roku na mistrzostwach świata 1990 Grupy B we francuskim Megève, na których zagrał tylko w jednym meczu: 29 marca 1990 roku w wygranym 7:1 inauguracyjnym meczu z reprezentacją Holandii, w 41. minucie asystował przy golu Krzysztofa Niedziółki na 4:0.

## Statystyki

### Reprezentacyjne
| Rok                | Drużyna            | Turniej            | Miejsce            |   | M | G | A | Pkt | Min |
| ------------------ | ------------------ | ------------------ | ------------------ | - | - | - | - | --- | --- |
| 1979               | Polska U-18        | MEJ                | 5                  | 5 | 1 | 0 | 1 | 2   |     |
| 1990               | Polska             | MŚ-B               | 6                  | 1 | 0 | 1 | 1 | 0   |     |
| Ogółem jako junior | Ogółem jako junior | Ogółem jako junior | Ogółem jako junior | 5 | 1 | 0 | 1 | 2   |     |
| Ogółem jako senior | Ogółem jako senior | Ogółem jako senior | Ogółem jako senior | 1 | 0 | 1 | 1 | 0   |     |

| Polska | Polska     | Polska | Polska     | Polska | Polska | Polska | Polska        | Polska          |
| Nr     | Data       | Miasto | Przeciwnik | Wynik  | Bramki | Asysty | Kary (minuty) | Rozgrywki       |
| ------ | ---------- | ------ | ---------- | ------ | ------ | ------ | ------------- | --------------- |
| 1.     | 29.03.1990 | Megève | Holandia   | 7:1    | 0      | 1      | 0             | MŚ 1990 Grupa B |

## Sukcesy
Podhale Nowy Targ
- Mistrzostwo Polski: 1987
- Wicemistrzostwo Polski: 1981, 1982, 1986, 1990
- 3. miejsce w ekstralidze: 1984, 1985, 1989, 1991, 1992
- Puchar „Sportu” i PZHL: 1985, 1986, 1987
- Finał Pucharu „Sportu” i PZHL: 1982, 1988